# RRS Discovery (1962)
Pour l’article homonyme, voir RRS Discovery.
Le RRS Discovery est un bateau britannique de recherche scientifique, appartenant au Natural Environment Research Council (NERC). Construit en 1962, il est nommé comme le bateau de 1901 de Robert Falcon Scott, RRS Discovery, lors de l'Expédition Discovery de 1901 à 1904 dans l’Antarctique.

## Histoire
Le RRS Discovery (III) a été construit à Aberdeen en 1962 et porte le nom du navire RRS Discovery de Robert Falcon Scott datant de 1901. Jusqu'en 2006, il était le plus grand navire océanographique polyvalent utilisé au Royaume-Uni. D'une longueur de 90 mètres et doté d'une large gamme d'équipements océanographiques, Discovery pouvait également accueillir des laboratoires conteneurisés. Elle avait des places pour 28 scientifiques et pouvait passer jusqu'à 45 jours en mer. Sa dernière refonte majeure remonte à 1991, lorsqu’une nouvelle superstructure et une nouvelle centrale électrique ont été installées et que sa coque a été allongée de 10 mètres.
Discovery a mené des recherches en biologie marine et océanographique pour le National Oceanography Centre, Southampton (en). Il faisait partie d'une flotte maintenue par la Division des installations marines nationales (NMFD) du Conseil de recherches sur le milieu naturel (NERC), aux côtés du plus grand RRS James Cook.
Discovery III a été remplacé par un autre navire. Après une enquête approfondie de la communauté scientifique, le navire de remplacement a été nommé Discovery IV. Le navire de 1962 a conservé le nom jusqu'à son élimination. Le nouveau navire a été conçu par le norvégien Skipsteknisk AS et construit en Espagne par CNP Freire, SA pour une livraison en 2013 et une recherche scientifique disponible en 2014.

## Galerie

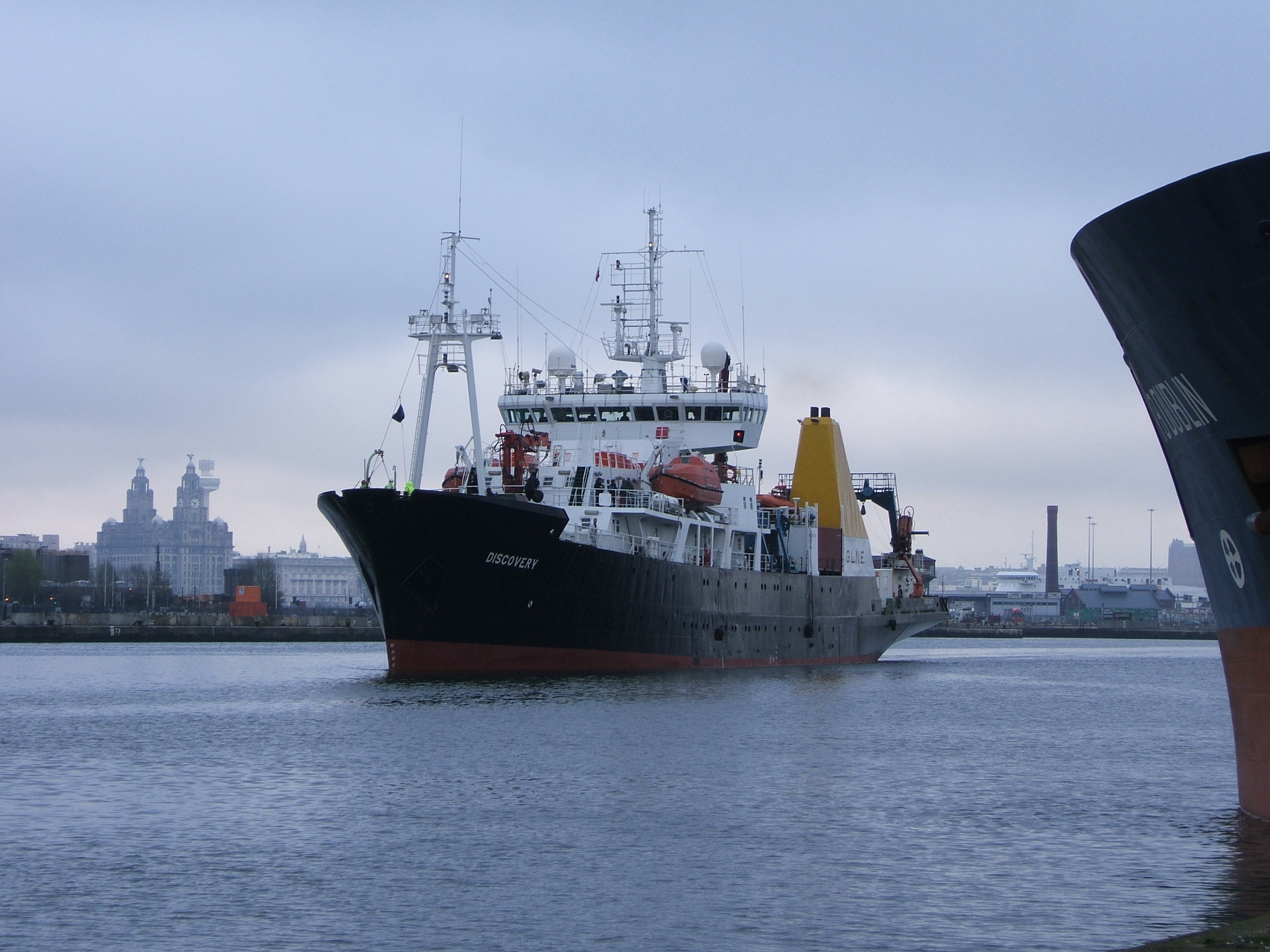
RRS Discovery (Mersey)
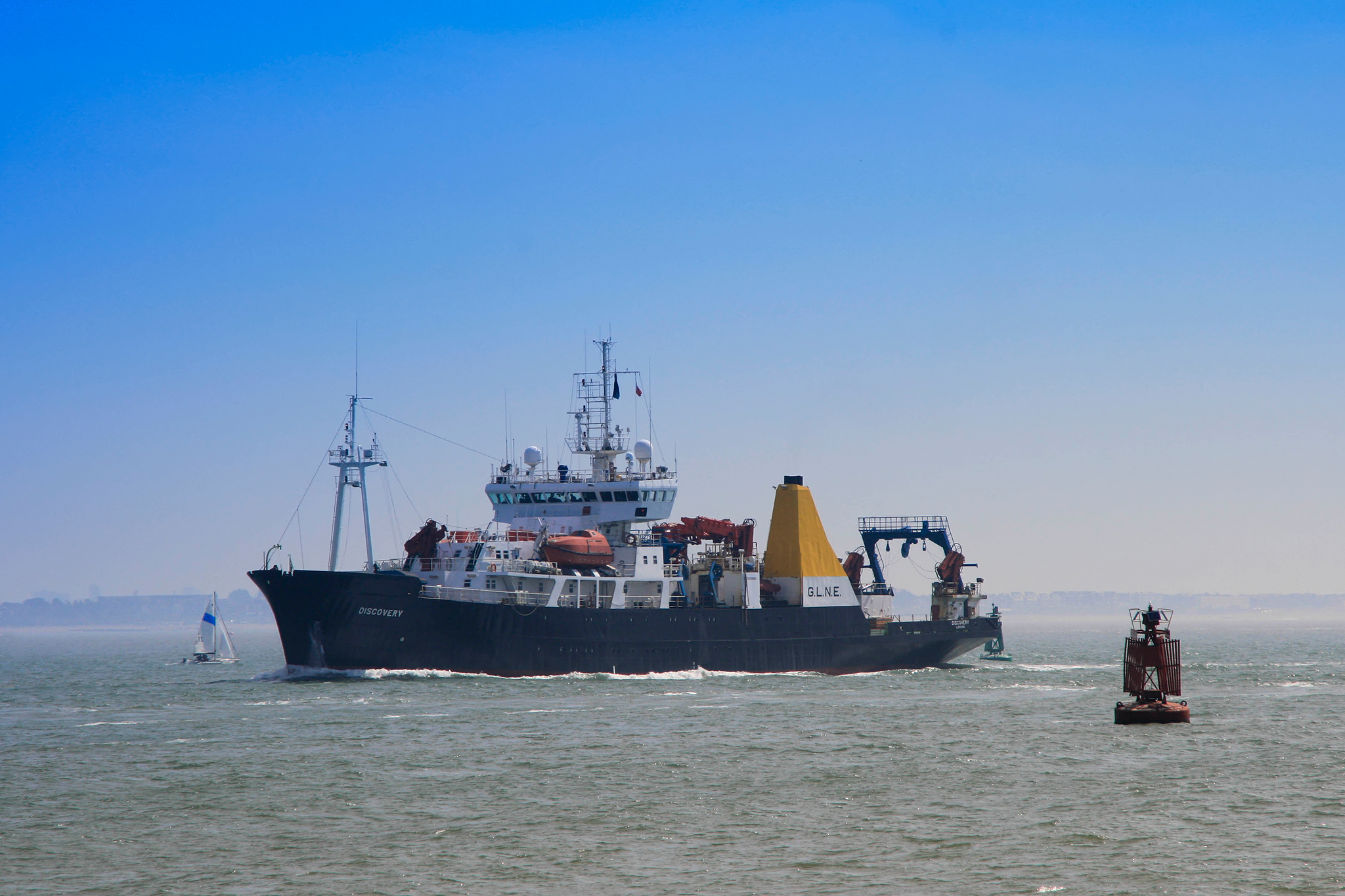
RRS Discovery (Southampton)
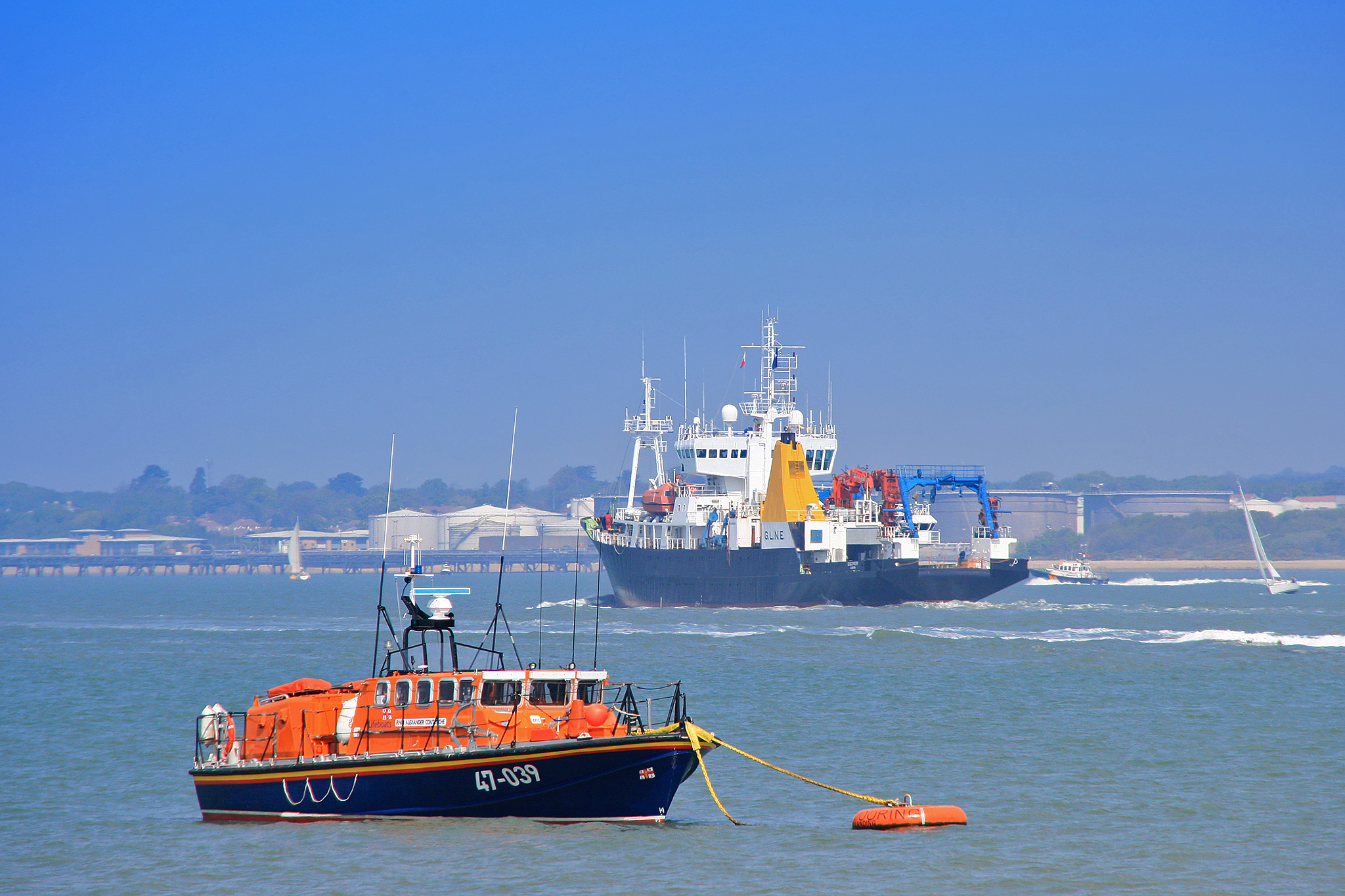
RRS Discovery